# Jennifer Caron
Jennifer-Julia Caron (* 4. Oktober 1978 in Berlin; auch Jenny Caron, Jennifer Caron oder JeJu Caron) ist eine deutsch-amerikanische Schauspielerin.

## Leben
Jennifer Caron wuchs in den USA, in Eliot (Maine) auf, wo sie auch ihrem Highschool-Abschluss machte. Ihre Schauspiel- und Gesangsausbildung absolvierte sie an der Folkwang-Schule in Essen.

## Karriere
Erste Engagements führten sie ans Grillo-Theater Essen, Düsseldorfer Schauspielhaus und dem Theater Oberhausen. Später dann zu Stücken wie Manfred Zapatkas Inszenierung von Ein spanisches Stück, Anna Bergmanns Inszenierung von Tom Lanoyes Mamma Medea am Berliner Arbeiter-Theater (bat) und als Salome in Dirk Moras’ Wollust am Maxim-Gorki-Theater. Von 2000 bis 2002 war sie am Theater in Oberhausen (u. a. als Karla in Sonnenfinsternis, als Engelbär in der Hänsel-und-Gretel-Inszenierung von Christina Böckler sowie in der Rolle der Roxanne in Cyrano) fest engagiert. Es folgten Rollen am Theater Bonn und am Düsseldorfer Schauspielhaus. 2005 spielte sie an der Tribüne Berlin die junge Hildegard Knef in Für mich soll's rote Rosen regnen. Sie wurde mehrfach nominiert als "Beste Nachwuchsschauspielerin Nordrhein-Westfalens".
Neben dem Theater ist Jennifer Caron auch musikalisch aktiv. Unter anderem war sie von 2008 bis 2010 als Sängerin an der Oper Basel engagiert und 2011 war sie als Musicaldarstellerin am Hans Otto Theater Potsdam und den Burgfestspielen in Bad Vilbel. Von 2005 bis 2010 war sie zeitweise Sängerin bei der Jazz Band „Honey Bees“ und seit 2008 ist sie festes Mitglied der „Swinging Devils“, wo sie als Jenny Bee auftritt.
Ihre Filmkarriere begann die zweisprachig (englisch und deutsch) aufgewachsene Schauspielerin 2003 mit der Nebenrolle der Maxine in Mort Nathans Boat Trip. Nach der Rolle der Sandra Linde in der Serie Unter uns (2005) spielte sie 2007 in der Tatort-Folge Nachtgeflüster die Sharon Gold. Jennifer Caron spielte in der Folge The World aus der Reihe 2057 - Unser Leben in der Zukunft die Paula Keller. Außerdem Rollen in Kurzfilmen (u. a. Somnia, Delphi, Warme Wand).

## Filmografie
- 2002: Boat Trip
- 2003: Schnelle Urteile
- 2005: Unter uns (2 Episoden)
- 2007: 2057 – Die Welt
- 2007: Tatort – Nachtgeflüster
- 2012: Thallium